# Jimpa - La casa degli affetti
Jimpa - La casa degli affetti (Jimpa) è un film del 2025 scritto e diretto da Sophie Hyde.

## Produzione
Alcune riprese si sono svolte ad Adelaide nel marzo 2024, seguite da riprese ad Amsterdam e poi a Helsinki, in Finlandia.

## Distribuzione
È stato presentato in anteprima mondiale al Sundance Film Festival il 23 gennaio 2025.